# Richard LaGravenese
Richard LaGravenese (Brooklyn, 1959. október 30. –) amerikai filmrendező és forgatókönyvíró.
Leginkább A halászkirály legendája (1991) című film forgatókönyvírójaként ismert, mellyel Oscar- és BAFTA-díjakra jelölték. A szív hídjai (1995) és a Túl a csillogáson (2013) című filmeket is ő írta.

## Filmográfia

### Film
| Év   | Magyar cím                            | Eredeti cím                                   | Feladatkör | Feladatkör        | Feladatkör | Rendező          |
| Év   | Magyar cím                            | Eredeti cím                                   | Rendező    | Író               | Producer   | Rendező          |
| ---- | ------------------------------------- | --------------------------------------------- | ---------- | ----------------- | ---------- | ---------------- |
| 1989 | Keserű ébredés                        | Rude Awakening                                | Nem        | Igen              | Nem        | David Greenwalt  |
| 1989 | Keserű ébredés                        | Rude Awakening                                | Nem        | Igen              | Nem        | Aaron Russo      |
| 1991 | A halászkirály legendája              | The Fisher King                               | Nem        | Igen              | Nem        | Terry Gilliam    |
| 1994 | Egy híján túsz                        | The Ref                                       | Nem        | Igen              | Igen       | Ted Demme        |
| 1995 | A kis hercegnő                        | A Little Princess                             | Nem        | Igen              | Nem        | Alfonso Cuarón   |
| 1995 | A szív hídjai                         | The Bridges of Madison County                 | Nem        | Igen              | Nem        | Clint Eastwood   |
| 1995 | Álmok hősei                           | Unstrung Heroes                               | Nem        | Igen              | Nem        | Diane Keaton     |
| 1996 | Tükröm, tükröm                        | The Mirror Has Two Faces                      | Nem        | Igen              | Nem        | Barbra Streisand |
| 1998 | A suttogó                             | The Horse Whisperer                           | Nem        | Igen              | Nem        | Robert Redford   |
| 1998 | A csók                                | Living Out Loud                               | Igen       | Igen              | Nem        | önmaga           |
| 1998 | Rabszolgalelkek                       | Beloved                                       | Nem        | Igen              | Nem        | Jonathan Demme   |
| 2003 |                                       | A Decade Under the Influence (dokumentumfilm) | Igen       | Nem               | Igen       | önmaga           |
| 2006 | Párizs, szeretlek! (Pigalle szegmens) | Paris, Je T'aime                              | Igen       | Igen              | Nem        | önmaga           |
| 2007 | Saját szavak                          | Freedom Writers                               | Igen       | Igen              | Nem        | önmaga           |
| 2007 | P.S. I Love You                       | P.S. I Love You                               | Igen       | Igen              | Nem        | önmaga           |
| 2010 | Meggyőződés                           | Conviction                                    | Nem        | Nincs feltüntetve | Nem        | Tony Goldwyn     |
| 2011 | Vizet az elefántnak                   | Water for Elephants                           | Nem        | Igen              | Nem        | Francis Lawrence |
| 2013 | Lenyűgöző teremtmények                | Beautiful Creatures                           | Igen       | Igen              | Nem        | önmaga           |
| 2014 | Az utolsó öt év                       | The Last Five Years                           | Igen       | Igen              | Igen       | önmaga           |
| 2014 | Rendíthetetlen                        | Unbroken                                      | Nem        | Igen              | Nem        | Angelina Jolie   |
| 2016 | A komédia császára                    | The Comedian                                  | Nem        | Igen              | Nem        | Taylor Hackford  |
| 2016 |                                       | Pushing Dead                                  | Nem        | Nem               | Igen       | Tom E. Brown     |
| 2016 |                                       | Call Your Father (rövidfilm)                  | Nem        | Nem               | Vezető     | Jordan Firstman  |
| 2022 | Bűbáj 2. – Kiábrándulva               | Disenchanted                                  | Nem        | Sztori            | Nem        | Adam Shankman    |
| 2024 | Családi affér                         | A Family Affair                               | Igen       | Nem               | Nem        | önmaga           |

### Televízió
| Év   | Magyar cím                 | Eredeti cím           | Feladatkör | Feladatkör      | Feladatkör | Megjegyzések |
| Év   | Magyar cím                 | Eredeti cím           | Író        | Vezető producer | Alkotó     | Megjegyzések |
| ---- | -------------------------- | --------------------- | ---------- | --------------- | ---------- | ------------ |
| 2012 |                            | Philly Lawyer         | Igen       | Nem             | Nem        | tévéfilm     |
| 2013 | Túl a csillogáson          | Behind the Candelabra | Igen       | Nem             | Nem        | tévéfilm     |
| 2014 | The Divide – Az ítélet ára | The Divide            | Igen       | Igen            | Igen       | sorozat      |
| 2014 |                            | Dangerous Liaisons    | Igen       | Nem             | Nem        | tévéfilm     |
| 2021 | 93. Oscar-gála             | The 93rd Oscars       | Igen       | Nem             | Nem        | különkiadás  |

## Fordítás
- Ez a szócikk részben vagy egészben  a   Richard LaGravenese című angol Wikipédia-szócikk ezen változatának fordításán alapul.  Az eredeti cikk szerkesztőit annak laptörténete sorolja fel. Ez a jelzés csupán a megfogalmazás eredetét és a szerzői jogokat jelzi, nem szolgál a cikkben szereplő információk forrásmegjelöléseként.